# Charles du Fresne, sieur du Cange
Charles du Fresne, sieur du Cange, più noto come Du Cange (Amiens, 18 dicembre 1610 – Parigi, 23 ottobre 1688), è stato uno storico, linguista e filologo francese.

## Biografia
Du Cange studiò diritto a Orléans e fu avvocato nel foro di Parigi dal 1631. Tornato ad Amiens ottenne l'ufficio notarile del suocero.
Deve la celebrità non all'attività giuridica, ma agli studi di linguistica e filologia, avendo redatto numerosi glossari della lingua latina e greca antica, i cui i manoscritti sono conservati nella Biblioteca nazionale di Francia. Fu un appassionato ricercatore, che si dedicò alla lingua latina antica, ma soprattutto al latino medievale, e venne definito dai contemporanei il "Varrone francese". Nelle sue opere è chiaramente delineato il passaggio dal latino classico a quello dell'età imperiale, quindi agli sviluppi di epoca tarda (principalmente nell'area dei regni franchi), fino allo sviluppo della lingua francese.
Nel 1667 con il filologo Jean Baptiste Cotelier, fu incaricato, dal ministro Jean-Baptiste Colbert, di analizzare e catalogare i manoscritti greci della Libreria Reale.
Da storico Du Cange ebbe come principale campo d'indagine il tardo impero e l'alto Medioevo; la sua opera è frequentemente citata da Edward Gibbon, che lo loda esplicitamente come «guida sicura ed infaticabile al medioevo e alla storia bizantina».
La sua vita è stata studiata da Léon Feugère, che ha pubblicato una biografia a Parigi nel 1852. Gli è stata eretta una statua ad Amiens.
Morì nel 1688 e riposa nel vecchio Cimitero di Saint-Gervais.

## Opere
L'opera che più di tutte le altre perpetua la fama dello studioso è il suo Glossarium ad scriptores mediae et infimae latinitatis, pubblicato nel 1678 in 3 volumi in folio, uno strumento indispensabile ai linguisti che si occupano di media e bassa latinità; l'opera è nota agli studiosi appunto come Il Du Cange. La forma attuale dell'opera comprende un supplemento per mano del filologo Pierre Carpentier, aggiunto nell'edizione del 1766. L'opera è disponibile online.
Fra le altre principali opere si ricordano:
- Histoire de l'Empire de Constantinople sous les empereurs français (1657), in-folio, che continua l'opera storica Histoire de la conquête de Constantinople di Goffredo di Villehardouin;
- Histoire de Saint Louis di Jean de Joinville, 1668, in-folio;
- Historia byzantina duplici commentario illustrata, 1680, in-folio;
- Zonaras, 1686, 2 voll. in-folio;
- Glossarium ad scriptores mediae et infimae graecitatis, 1688, 2 voll. in-folio, opera di grande valore per la comprensione del greco medioevale (bizantino);
- Ha lasciato numerose opere manoscritte, tra cui una descrizione geografica della Francia, Géographie de la France par provinces;
- Il Glossarium ad scriptores mediae et infimae latinitatis ridotto e aggiornato da Johann Christoph Adelung e ristampato con numerose integrazioni dai padri Benedettini nel 1733-1736, poi da G. A. Louis Henschel, è stato stampato l'ultima volta (edizione riprodotta in numerose ristampe anastatiche) da Didot negli anni 1840-1861; l'edizione finale conta 8 volumi in quarto.